# Haus Cuno

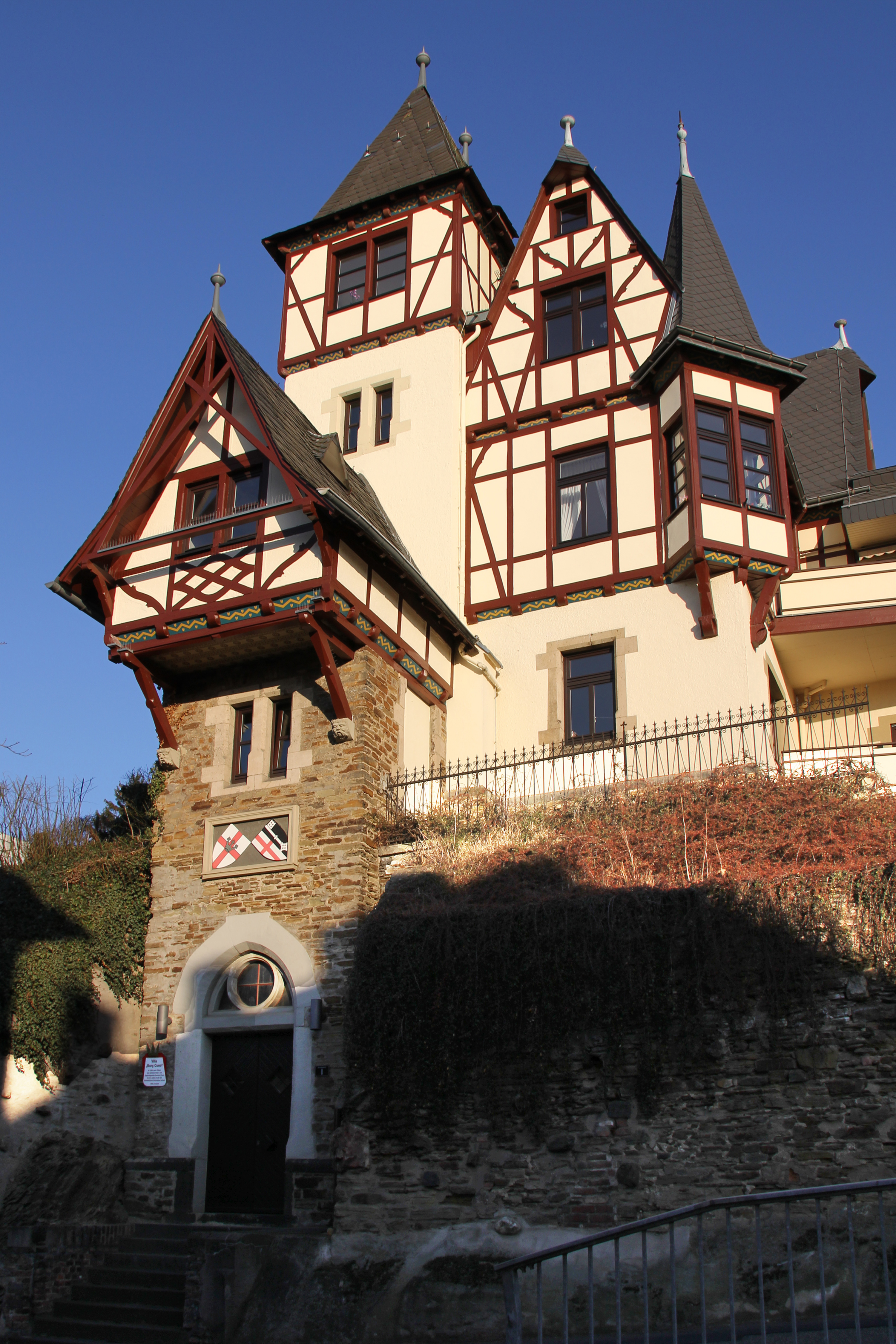
Das Haus Cuno in Koblenz-Pfaffendorf

Das Haus Cuno, auch Cunoburg genannt, ist eine burgartige Villa in Koblenz. Das Gebäude ließ 1893 der Geheime Baurat Hermann Cuno im Stadtteil Pfaffendorf für eigene Zwecke errichten. Der denkmalgeschützte Bau ist ein malerisches Zeugnis des Historismus.

## Geschichte
Der Geheime Baurat Hermann Cuno arbeitete seit 1890 im Regierungskollegium in Koblenz. Als repräsentativen Wohnsitz ließ er sich 1893 in Pfaffendorf an einer exponierten Stelle auf einem Felssporn über der Wendelinuskapelle eine Villa errichten. Das nach ihm benannte Haus Cuno hatte auf der Rückseite einen Wirtschaftshof, auf dem 1926 ein größerer Anbau errichtet wurde. Dieser Anbau wurde in jüngster Zeit bei der Errichtung von benachbarten Apartmenthäusern abgerissen. Das Gebäude wurde in den Jahren 1988/89, 2000 und 2006–2009 renoviert, wobei die ursprüngliche Außenfassade wiederhergestellt und das Innere modernisiert wurde.

## Bau
Das Haus Cuno ist eine späthistoristische burgartige Villa. Sie ist als additiv aufragender Baukörper ausgeführt worden, dessen einzelne Teile sich um den hohen Treppenturm gruppieren. Jede Seite besitzt dabei einen Giebel mit Krüppelwalm. Die unteren Geschosse zeigen ein Sichtmauerwerk oder Putz mit Gewänden aus Sandstein in gotisierenden Formen. Das jeweils oberste Geschoss wurde in Fachwerk errichtet und greift spätmittelalterliche und frühneuzeitliche Formen auf. Der Treppenhausvorbau dient der Überwindung des starken Höhenunterschiedes zur Straße und besitzt ein weit vorkragendes Fachwerkgeschoss mit Schwebegiebel. Über dem Haupteingang sind die Wappen von Koblenz und Pfaffendorf angebracht. Davor führt eine Treppe aus Basalt (Mendiger Haustein) hoch zum Eingang. Im Dachbereich sind die Kugelfirstzieren und die Lüftungsgauben am Treppenhausvorbau erhalten und wiederhergestellt worden.

## Denkmalschutz
Das Haus Cuno ist ein geschütztes Kulturdenkmal nach dem Denkmalschutzgesetz (DSchG) und in der Denkmalliste des Landes Rheinland-Pfalz eingetragen. Es liegt in Koblenz-Pfaffendorf in der Hermannstraße 1.
Seit 2002 ist das Haus Cuno Teil des UNESCO-Welterbes Oberes Mittelrheintal.